# Horst Ludwig Störmer
Horst Ludwig Störmer (Frankfurt am Main, 6 april 1949) is een Duits natuurkundige, die in 1998 met Robert Betts Laughlin en Daniel Chee Tsui de Nobelprijs voor Natuurkunde kreeg: "voor hun ontdekking van een nieuwe vorm van kwantumvloeistof met excitaties die een gedeeltelijke lading dragen."

## Biografie
Na het voltooien van zijn opleiding in 1967 aan het Goethe Gymnasium in Neu-Isenburg wilde Störmer aanvankelijk architectuur studeren aan de Technische Universiteit Darmstadt, maar hij zakte voor het toelatingsexamen en schreef zich in voor een studie bouwkunde. Als snel stelde hij vast dat hij daar geen groot talent voor had. Daarom besloot hij naar de Johann Wolfgang Goethe-Universiteit Frankfurt te gaan. Hier zakte hij wederom, voor het toelatingsexamen natuurkunde, maar begon daar toch aan de studie wiskunde. Het jaar daarop stapte hij alsnog over naar de natuurkunde.
In 1970 behaalde hij zijn bachelordiploma en in 1977 promoveerde hij aan de Universiteit van Stuttgart. Aansluitend ging hij naar Bell Labs in Murray Hill, waar hij als postdoc werkzaam was. Het jaar daarna, in 1978, kreeg hij er een vaste aanstelling en in 1983 kreeg hij de leiding over de afdeling voor elektronische en optische eigenschappen van vaste stoffen. In 1992 werd hij directeur van het natuurkundig onderzoekslaboratorium.
In 1997 stapte Störmer naar de Columbia-universiteit in New York over, waar hij in 1998 tot I.I. Rabi Professor of Physics werd benoemd.
Bij Bell Labs deed Störmer onderzoek naar tweedimensionale elektronsystemen, waarbij hij modulatiedoping uitvond, een methode om extreem mobiele tweedimensionale elektronsystemen in halfgeleiders te maken. Samenwerkend met Daniel Tsui en Arthur Gossard ontdekte hij in 1982 een nieuwe vorm van kwantumvloeistof met excitaties waarvan de lading een fractie is van de eenheidslading, zoals e/3, e/5, e/7. De oorzaak van dit fractionele kwantum-hall-effect is dat elektronen in een sterk magneetveld en bij extreem lage temperaturen condenseren in een kwantumtoestand, die met supergeleiding en superfluïditeit in vloeibaar helium is te vergelijken.
Samen met Robert Laughlin, die het fractionele kwantum-hall-effect theoretisch wist te verklaren, en Tsui werd Störmer in 1998 onderscheiden met de Nobelprijs voor Natuurkunde.